# Abbaye de Vallombrosa
Pour les articles homonymes, voir Vallombreuse.
L'abbaye de Vallombrosa ou Santa Maria di Vallombrosa (ou de Vallombreuse en français) est une abbaye bénédictine située dans la commune de Reggello, en Toscane, (Italie). Elle se trouve à environ 30 km au sud-est de Florence, dans les Apennins du Pratomagno, entourée de forêts de hêtres et de sapins.

## Historique
L'abbaye de Vallombrosa a été fondée en 1038 par Jean Gualbert, un noble florentin, et est devenue la maison-mère de l'Ordre Vallombrosain.
Le 7 octobre 1096, le pape Urbain II s'est adressé à la congrégation de Vallombrosa, implorant les religieux afin qu'ils soutiennent la cause d'une croisade en Terre sainte. Dans ce sermon, il a évoqué, tout particulièrement la nécessité pour les chevaliers de « rendre aux Chrétiens leur ancienne liberté ».
L'abbaye a été étendue autour de l'an 1450, atteignant son aspect actuel à la fin du XVe siècle. En 1529, la tour a été construite après le pillage de l'abbaye par les troupes à la solde de l'empereur Charles V, au XVIIe siècle ; ont suivi le mur et au XVIIIe siècle le vivier. Aujourd'hui, l'église du monastère est ouverte aux visiteurs et une annexe vend des produits du terroir.
Le Beato Omodei réalisé par Cesare Dandini, est monogrammé et daté de 1629.

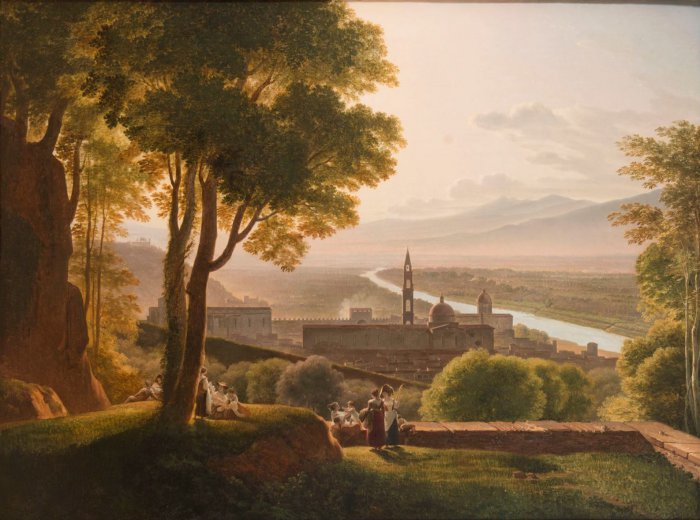
Vue sur la vallée de l'Arno à Florence
Louis Gauffier, 1795
Musée Fabre, Montpellier.

### Représentations
En 1797-1799, le peintre Louis Gauffier réalisa une série de peintures de l'Abbaye :
- Vue sur la vallée de l'Arno à Florence, 82 × 114 cm, Montpellier, Musée Fabre[5]
- La Vallée de l'Arno vue depuis le Paradisino de Vallombrosa, Paris, Musée Marmottan[6]
- La Vue de Vallombreuse, abbaye des Apennins, 82 × 114 cm, Montpellier, Musée Fabre[7]
- L'Étang à poissons au monastère de Vallombrosa avec des cavaliers et des moines, Huile sur toile, 82 × 114 cm, Philadelphia Museum of Art[8]
- Le Monastère de Vallombrosa et la vallée de l'Arno vue du Paradisino, huile sur toile, 82 × 114 cm, Philadelphia Museum of Art[9]

## Œuvres déplacées

### Retable de Vallombrosa du Pérugin et d'Andrea del Sarto
Commandé au Pérugin en 1498, il fut placé sur l'autel le 8 juillet 1500.
- Panneau principal à la Galleria dell'Accademia de Florence : L'Assomption, huile sur bois, 415 × 246 cm. Les quatre saints qui y figurent au pied de la Vierge (Jean Gualbert, Bernardo degli Uberti, Benoît et Michel) sont liés à l'histoire de l'ordre vallombosain.
- Fragments de  la prédelle au Musée des Offices :
  - Portrait de don Biagio Milanesi, 28,5 × 26,5 cm
  - Portrait du vallombrosien Baldassare, 26 × 27 cm
- Panneaux latéraux d'Andrea del Sarto au Musée des Offices[11], 184 × 186 cm : 
  - gauche : Saint Michel archange et saint Jean Gualbert
  - droite : Saint Jean Baptiste et saint Bernardo degli Uberti

## Notes et références

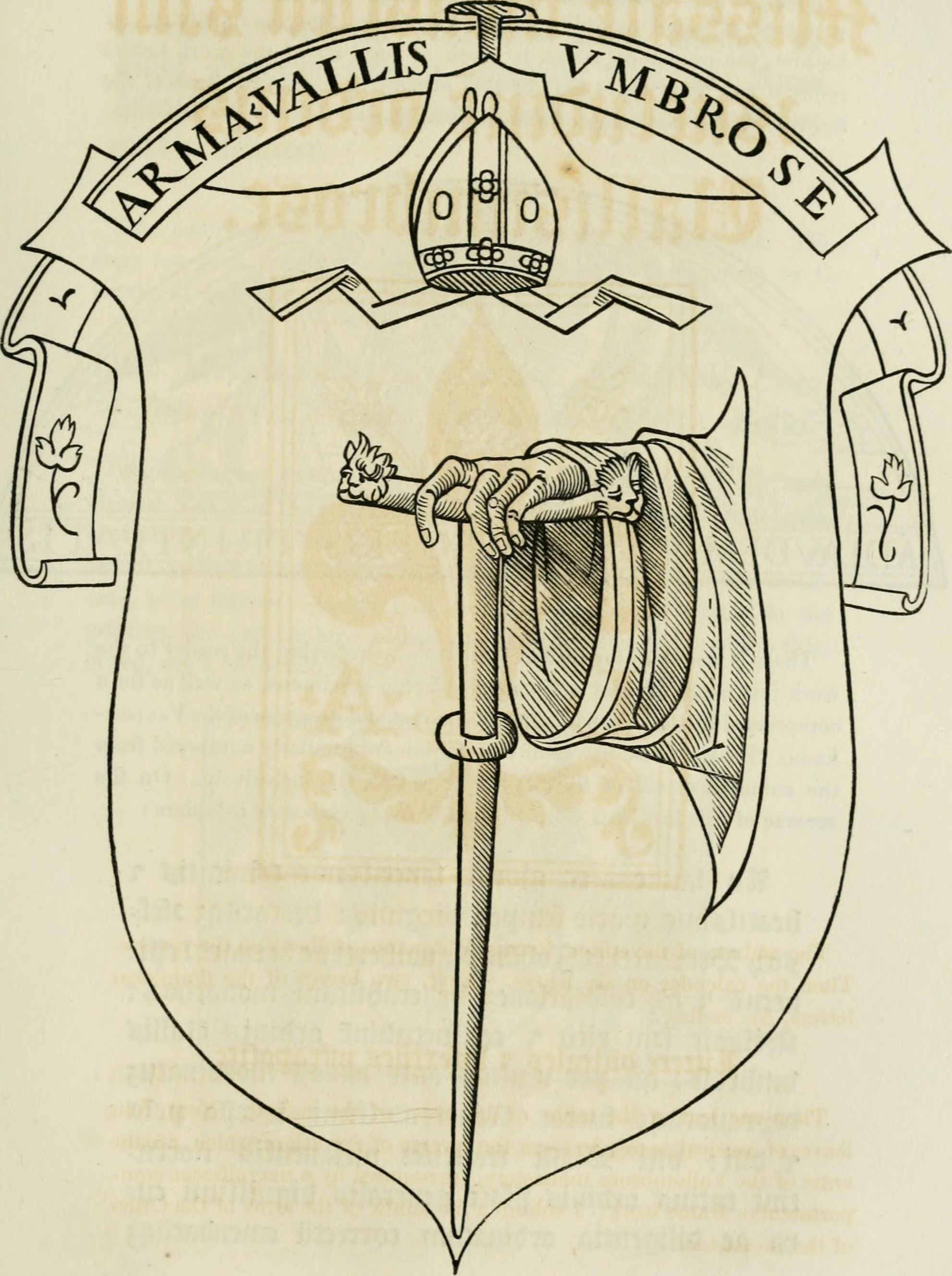
Les armes de l'abbaye